# Robert Kane (Philosoph)
Robert Hilary Kane (* 25. November 1938 in Boston; † 20. April 2024 in Guilford, Connecticut) war ein US-amerikanischer Philosoph. 
Er war Professor für Philosophie an der University of Texas at Austin. Seine Arbeitsgebiete waren Philosophie des Geistes, Handlungstheorie, Willensfreiheit, Ethik, Werttheorie und Religionsphilosophie. Schwerpunkt seiner Publikationstätigkeit war die Willensfreiheit; im Diskurs um diese war er einer der Hauptvertreter des Libertarismus.

## Biographie
Kane studierte Philosophie von 1956 bis 1960 am Holy Cross College (B.A. 1960), von 1958 bis 1959 an der Universität Wien und von 1960 bis 1964 an der Yale University (M.A. 1962, Ph.D. 1964).
Von 1962 bis 1963 war er Assistant Instructor in Yale. 1964 wurde er Assistant Professor zuerst an der Fordham University, dann 1967 am Haverford College (1969 Visiting Assistant Professor an der University of Pennsylvania) und schließlich 1970 an der University of Texas at Austin. 1974 wurde er ebendort Associate Professor, 1985 Professor, 1995 University Distinguished Teaching Professor.

## Werke

### Monographien
- Ethics and the Quest for Wisdom. Cambridge University Press, Cambridge 2010 ISBN 978-0521199933
- Four Views on Free Will (mit John Martin Fischer, Derk Pereboom, Manuel Vargas). Blackwell Publishers, Malden / Oxford / Carlton 2007 ISBN 978-1-4051-3486-6
- A Contemporary Introduction to Free Will. Oxford University Press (OUP), Oxford 2005 ISBN 978-0195149708
- The Significance of Free Will. OUP 1998 ISBN 978-0195126563
- Through the Moral Maze: Searching for Absolute Values in a Pluralistic World. Paragon House, 1998 ISBN 978-1557786012
- Free Will And Values. State University of New York Press (SUNYP), Albany 1985 ISBN 978-0887061028

### Herausgeberschaft
- The Oxford Handbook of Free Will: Second Edition. (2., vollst. überarb. Ausg.) OUP 2011 ISBN 978-0195399691
- The Oxford Handbook of Free Will. OUP 2005 ISBN 978-0195178548
- Free Will. Blackwell Publishers, Malden / Oxford / Carlton 2002 ISBN 978-0631221012
- Hartshorne, Process Philosophy and Theology (mit Stephen Phillips). SUNYP 1989 ISBN 978-0791401651